# 1716 Peter
1716 Peter è un asteroide della fascia principale del diametro medio di circa 27,12 km. Scoperto nel 1934, presenta un'orbita caratterizzata da un semiasse maggiore pari a 2,7353780 UA e da un'eccentricità di 0,0911302, inclinata di 5,73910° rispetto all'eclittica.
L'asteroide è dedicato al nipote dello scopritore.